# Anisocentropus pan
Anisocentropus pan is een schietmot uit de familie Calamoceratidae. De soort komt voor in het Oriëntaals gebied.